# Рикардо Тоскани
Рикардо Тоскани (на италиански: Ricardo Toscani) е италиански архитект с изключително голям принос за урбанизацията и модернизацията на град Бургас.

## Биография
Той е роден на 4 септември 1857 г. в градчето Индуно, разположено до река Олона, Ломбардия, Австрийската империя, днес в Италия. Предполага се, че след завършване на политехническо образование в Италия, той е пристигнал в България през 1883 г. Тогава именно се продължава строителството на международната жп линия в сектора от Саранбей (Септември) до София. След тази дата италианското дружество „Виталис“ предприема строителни дейности и голяма група италианци, ръководени от инж. Бартел, пристигнали в България. Сред тях със сигурност може да се твърди, че е бил Рикардо Тоскани.
Военният историк генерал Йордан Венедиков в книгата си „История на доброволците от Сръбско-българската война – 1885 г.“, отбелязва героичното участие на италианските работници във военните действия срещу подтикнатото от Австрия нахлуване на сръбски войски в България. Тогава 70 инженери и работници сформират италианското Дружество за взаимопомощ и заедно с цялата си техника и голямо количество санитарни материали се присъединяват към защитниците на България. Председател на Дружеството е Рикардо Тоскани.
С техническите си средства и с уменията си на санитари италианците допринасят за спасяването на голям брой ранени в сраженията при Сливница и Пирот. Някои от тях загиват. След края на войната италианският крал Умберто І удостоява със специален медал за гражданска доблест знамето на италианската доброволческа дружина.
Освен с проектирането на бургаската катедрала „Св. св. Кирил и Методий“ между 1897 и 1907 г. арх. Тоскани се занимава и с организирането на строителните операции. Италианският консул в града насърчавал младия архитект да проектира и строи много други обществени и фамилни сгради в Бургас. Подписът му стои под проектите на редица красиви сгради в Бургас – хотел „Империал“, „Модерен театър“, къщите на Йови Воденичаров, д-р Миркович от Сливен, двете къщи на Йонидис, къщите на Иван Хаджипетров, Исак Презенти, братя Калиманови, Стефан Родев и др.
През 1918 г., заедно с архитект Светослав Славов проектират пансиона на девическото училище „Свети Йосиф“ в комплекс с католическия параклис „Свети Йосиф“.
Сградата на музея „Петя Дубарова“ е също проектирана от Тоскани през 1926 г.
В края на живота си, болен от туберкулоза, с надежда да оздравее, заедно със сина си замива за Котел (през 1928 г.), където умира. Дълги години се смята, че е погребан там, докато през 2018 година, когато тече процесът по приемането званието „Почетен съветник на Бургас”, не се намират документи за неговото погребване в град Бургас.
Неговият племенник Марио Тоскани е проектант и сградостроител, дал изключително много за архитектурната визия на град Раковски.
- Храмът „Св. св. Кирил и Методий“ в Бургас
- Източнокатолическа църква „Успение Богородично“ в Бургас

## Признание
Деветдесет години след смъртта му, през 2018 г. Рикардо Тоскани е удостоен със званието „Почетен съветник на Бургас” – най-голямото отличие, което се дава за изключителни заслуги към града.